# Rhynchostegium javanicum
Rhynchostegium javanicum är en bladmossart som beskrevs av Bescherelle 1873. Rhynchostegium javanicum ingår i släktet näbbmossor, och familjen Brachytheciaceae. Inga underarter finns listade i Catalogue of Life.